# Terapia con anticorpi monoclonali

Ogni anticorpo lega uno specifico antigene

La terapia con anticorpi monoclonali prevede l'utilizzo di anticorpi monoclonali che si legano specificamente alle cellule bersaglio; questo può quindi stimolare il sistema immunitario del paziente ad aggredire le cellule stesse.
È possibile creare un frammento mAb specifico per quasi tutti gli antigeni di superficie extracellulare delle cellule bersaglio.
Questa branca della farmacologia è oggetto di ingenti investimenti e ricerche cliniche al fine di ottenere anticorpi attivi contro malattie gravi, quali l'artrite reumatoide, la sclerosi multipla e diverse forme di tumore.
Si conoscono alcuni modi diversi per produrre gli anticorpi utilizzabili per la terapia, tra questi l'uso di anticorpi monoclonali per attaccare e distruggere le cellule tumorali bloccando specifici recettori e prevenendo quindi la crescita tumorale da essa dipendente.
All'interno di questo gruppo di farmaci esistono altre sotto differenziazioni terapeutiche come la radioimmunoterapia, dove si sfrutta una dose radioattiva localizzata sulla linea cellulare bersaglio dell'anticorpo, in modo da mirare sul bersaglio cellulare la radioattività necessaria per l'uccisione della cellula.

## Storia

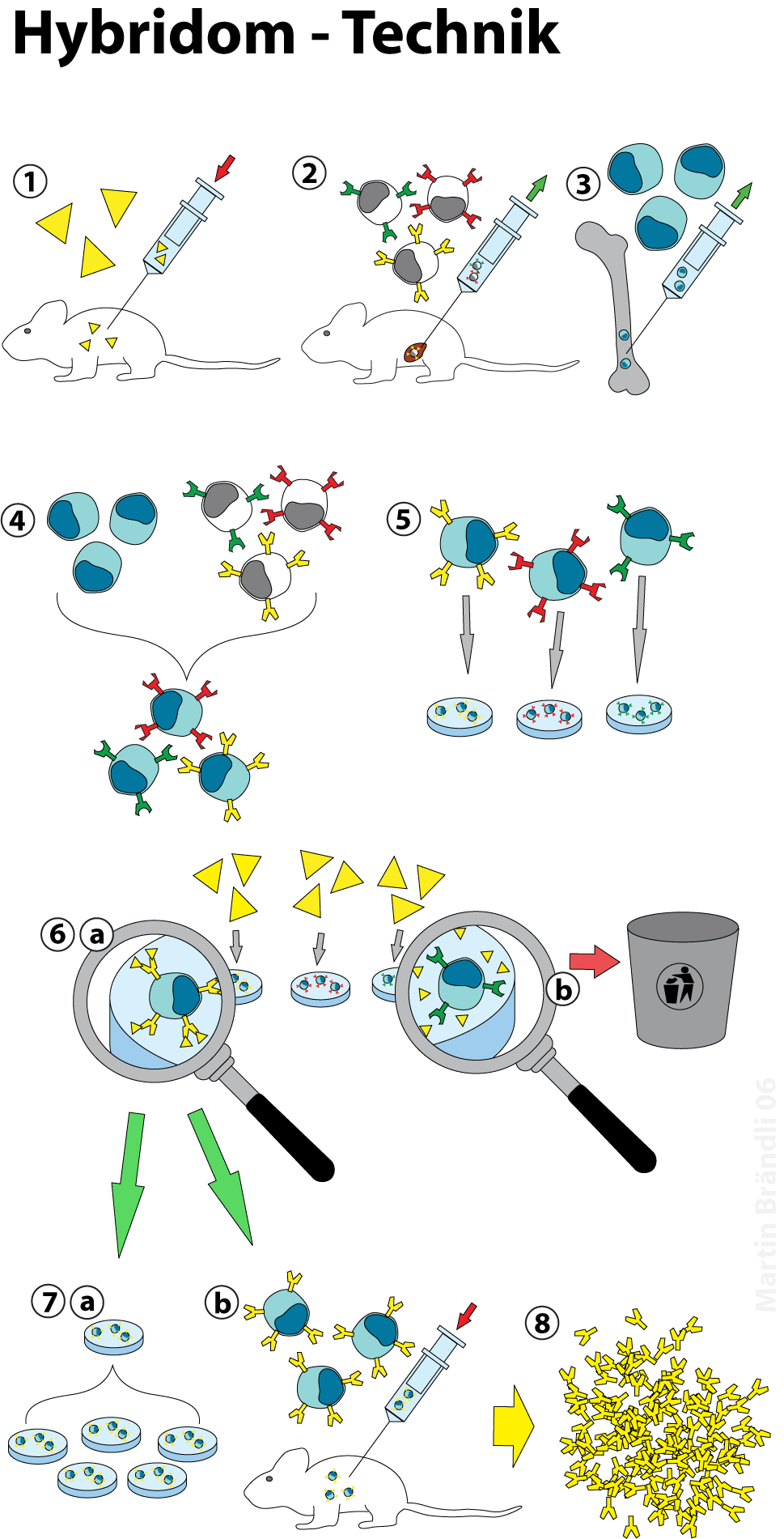
Rappresentazione schematica del metodo di produzione degli anticorpi monoclonali

Nel corso degli anni Settanta era noto come il mieloma (un tumore dovuto alla proliferazione patologica delle cellule B) portasse alla produzione di grandi quantità di anticorpi identici tra loro.
Nel 1975, Georges Köhler e César Milstein pubblicarono sulla rivista Nature un metodo di preparazione e produzione degli anticorpi monoclonali. Nel 1984 Georges Köhler, Niels K. Jerne e César Milstein hanno ricevuto il Premio Nobel per la medicina per questa scoperta.
Successivamente nel 1988, Greg Winter ha messo a punto le prime tecniche per umanizzare gli anticorpi monoclonali, aprendo così la strada al loro uso in medicina.

### Cronologia
- 1975: Primo sviluppo della tecnica per ottenere anticorpi monoclonali ("Kohler e Milstein", su Nature),[6]
- 1980 primo trattamento di un paziente con linfoma trattato con anticorpi monoclonali[7]
- 1984: Primo anticorpo monoclonale chimerico topo/uomo il Muromomab,[8]
- 1986: mAb il primo farmaco immesso sul mercato: Muromomab (anti-CD3),
- 1989: Primo Ab anticorpo monoclonale umanizzato,[8]
- 1992: L'FDA approva il primo anticorpo monoclonale per il trattamento del cancro dell'ovaio il Indium (111In) satumomab pendetide,[7]
- 1994: Prima produzione di anticorpi monoclonali umani da topi transgenici o trans-cromosomici,[8]
- 1995: La Germania approva l'Edrecolomab per il trattamento del tumore del colon,[7]
- 1997: L'FDA approva il Rituximab per il trattamento del linfoma da cellule B, primo anticorpo chimerico anti-CD20,[7]
- 1998: L'FDA approva il Trastuzumab per il trattamento del tumore della mammella anti-HER2[7]
- 2000: L'FDA approva il Gemtuzumab ozogamicin primo anticorpo monoclonale legato ad una immunotossina,[7]
- 2002: L'FDA approva l'Ibritumomab tiuxetan per il linfoma da cellule B, primo anticorpo monoclonale legato ad un radionuclide,[7]
- 2003: L'FDA approva l'I-131-tositumomab per il linfoma a cellule B, primo anticorpo monoclonale legato ad un radionuclide anti-CD20,[7]
- 2004: L'FDA approva l'Bevacizumab e Cetuximab per il tumore del colon retto,[7]
- 2006: L'FDA approva l'Panitumumab per il tumore del colon retto,[7]
- gennaio 2023: L'FDA approva l'EBC-129, la prima combinazione di un farmaco anticancro e di un anticorpo monoclonale specializzato nel riconoscimento selettivo delle cellule tumorali, sperimentato a Sinagapore.[9][10]

## Tipi di anticorpi monoclonali
Vi sono due tipi di anticorpi monoclonali utilizzati nei trattamenti contro il tumore:
- Anticorpi monoclonali nudi senza alcun farmaco o materiale radioattivo ad essi chimicamente legato.
- Anticorpi monoclonali coniugati quando sono uniti a un farmaco chemioterapico o un isotopo radioattivo o una tossina citotossica.

## Applicazioni cliniche
Di seguito una tabella riassuntiva delle principali applicazioni farmacologiche degli anticorpi monoclonali.
| Categorie           | Nome INN    | Applicazioni cliniche                                                                                | Meccanismo/Target                                                          | Tipo                |
| ------------------- | ----------- | --- | -------------------------------------------------------------------------- | ------------------- |
| Anti- infiammatorio | Infliximab  | - Artrite reumatoide - Malattia di Crohn - Colite ulcerosa                                           | Inibisce l'TNF-α                                                           | chimerico           |
| Anti- infiammatorio | Adalimumab  | - Artrite reumatoide - Malattia di Crohn - Colite ulcerosa                                           | Inibisce l'TNF-α                                                           | umano               |
| Anti- infiammatorio | Etanercept  | - Artrite reumatoide                                                                                 | TNF receptore decoy                                                        | proteine di fusione |
| Anti- infiammatorio | Basiliximab | - Rigetto acuto del trapianto renale                                                                 | Inibisce IL-2 sulle cellule T attivate                                     | chimerico           |
| Anti- infiammatorio | Daclizumab  | - Rigetto acuto del trapianto renale                                                                 | Inibisce IL-2 sulle cellule T attivate                                     | umanizzato          |
| Anti- infiammatorio | Omalizumab  | - Da moderate a severe razioni allergiche: Asma                                                      | Inhibisce le immunoglobuline E IgE umane                                   | umanizzato          |
| Anti-cancro         | §Gemtuzumab | - ricorrenza Leucemia mieloide acuta                                                                 | Cellule mieloide target CD33 superficie cellulare delle cellule leucemiche | umanizzato          |
| Anti-cancro         | Alemtuzumab | - Leucemia cellule B                                                                                 | Agisce sull'antigene CD52 delle linfociti T e linfociti B                  | umanizzato          |
| Anti-cancro         | Rituximab   | - Linfoma non-Hodgkin                                                                                | Agisce sulle fosfoproteine CD20 sui linfociti B                            | chimerico           |
| Anti-cancro         | Trastuzumab | - Tumore della mammella con HER2/neu sovraespresso                                                   | Agisce il recettore HER2/neu o (erbB2)                                     | umanizzati          |
| Anti-cancro         | Nimotuzumab | - Approvato nel carcinoma a cellule squamose, Glioma - In corso Clinical trials in altre indicazioni | EGFR (Epidermal growth factor receptor) inibitore                          | Umanizzato          |
| Anti-cancro         | Cetuximab   | - Approvato nel carcinoma a cellule squamose, carcinoma del colon retto                              | EGFR (Epidermal growth factor receptor) inibitore                          | Chimerico           |
| Anti-cancro         | Bevacizumab | - Anti-angiogenico terapia del tumore                                                                | Inibisce VEGF (Vascular endothelial growth factor)                         | umanizzato          |
| Altro               | Palivizumab | - RSV infezioni nei bambini                                                                          | Inibisce la proteina (F) di fusione del RSV                                | umanizzato          |
| Altro               | Abciximab   | - Prevenzione della coagulazione del sangue nella angioplastica coronarica                           | Inibisce il recettore GpIIb/IIIa sulle piastrine                           | chimerico           |

§ Ritirato dal mercato nel 2010.
Gli anticorpi monoclonali (ad esempio: erenumab e fremanezumab) trovano impiego nel trattamento dell'emicrania. Al 2025 le evidenze reali mostrano che gli anticorpi monoclonali non solo migliorano la qualità della vita nei pazienti con emicrania, ma riducono anche la disabilità in una percentuale di casi superiore ai trial clinici.

## Aspetti economici
Sin dal 2000, il mercato dei farmaci della classe degli anticorpi monoclonali è cresciuto in modo esponenziale. I più diffusi anticorpi monoclonali ad uso terapeutico sono:
- Bevacizumab (oncologia)
- Trastuzumab (oncologia)
- Adalimumab (malattie autoimmuni e infiammatorie)
- Infliximab (malattie autoimmuni e infiammatorie)
- Rituximab (oncologia, malattie autoimmuni e infiammatorie)

Essi rappresentavano l'80% dei ricavi nel 2006.
Nel 2007, otto dei 20 maggiori prodotti biotecnologici venduti nel mercato farmaceutico degli Stati Uniti, sono gli anticorpi monoclonali.
Questa rapida crescita della domanda di produzione degli anticorpi monoclonali è stato molto bene accolta dai processi di industrializzazione della produzione di mAb.

### Farmacoeconomia
Di recente è stata effettuata una ricerca di tipo farmacoeconomico della letteratura esistente che confronta le terapie classiche con chemioterapici e le nuove terapia con gli anticorpi monoclonali nel tumore della mammella femminile. I risultati portano a differenti conclusioni; infatti, le analisi economiche fatte sull'utilizzo della chemioterapia convenzionale comportano più favorevoli rapporti di costo/efficacia, con valori inferiori al valore soglia internazionalmente accettato.
Differentemente gli studi condotti sugli anticorpi monoclonali: bevacizumab, lapatinib e trastuzumab hanno, invece mostrato risultati contrastanti; in alcuni studi gli anticorpi monoclonali sono risultati migliori come costo/efficace, in altri casi al contrario no ed in uno studio sono risultati pari come costo/efficacia.
Tra gli anticorpi monoclonali il trastuzumab è l'unico che ha dimostrato di avere un buon rapporto costo/efficacia.
Inoltre la ricerca si conclude con la considerazione che l'efficacia sembra essere influenzata dal costo della terapia e dalle modalità di erogazione della stessa.